# بل مدیا
بل مدیا (Bell Média) شرکت رسانه‌ای کانادایی است، که در سال ۱۹۶۰ تأسیس شد و هم‌اکنون زیرمجموعه‌ای از شرکت بی‌سی‌ئی می‌باشد.